# Luis Aguilé
Luis María Aguilera Picca, cunoscut drept Luis Aguilé, (n. 24 februarie 1936, Buenos Aires, Argentina – d. 10 octombrie 2009, Madrid, Spania) a fost un actor și cântăreț argentinian.